# Bella Heathcote
Isabella "Bella" Heathcote (Melbourne; 27 de maig de 1987) és una actriu australiana coneguda per haver interpretat a Amanda Fowler en la sèrie de televisió australiana Neighbours. L'any 2012 va interpretar Victoria Winters a la pel·lícula del director Tim Burton Ombres tenebroses i el 2016 va aparèixer com Jane Bennett a Orgull i prejudici i zombis. A més, va treballar a les pel·lícules The Neon Demon i Cinquanta ombres més fosques.

## Biografia
Va néixer a Melbourne, Austràlia, sent el seu pare un advocat. Va assistir a l'Escola de Noies Korowa.
El 2008 es va graduar a la National Theatre Drama School.

## Cursa
Al desembre de 2010 va ser triada per participar en la pel·lícula de David Chase Not Fade Away.
El febrer de 2011 Tim Burton va escollir Heathcote per interpretar Victoria Winters i Josette du Pres en la seva adaptació al cinema de Dark Shadows, la qual va ser estrenada el 2012.
El 27 de setembre de 2013 es va estrenar el vídeo musical de The Killers Shot at the Night, en el qual Heathcote va compartir pantalla amb l'actor Max Minghella .

## Filmografia

### Sèries de televisió
| Any  | Títol                      | Personatge    | Notes       |
| ---- | -------------------------- | ------------- | ----------- |
| 2009 | Neighbours                 | Amanda Fowler | 8 episodis  |
| 2016 | The Man In The High Castle | Nicole Dörmer | 8 episodis  |
| 2019 | Strange Angel              | Susan Parsons | 10 episodis |
| 2022 | Peces of Her               | Andy Oliver   | 8 episodis  |

| Any  | Títol                                | Personatge                        | Notes                                                                                           |
| ---- | ------------------------------------ | --------------------------------- | ----------------------------------------------------------------------------------------------- |
| 2008 | Acolytes                             | Petra                             | Al costat de Joel Edgerton, Michael Dorman, Sebastian Gregory i Hanna Mangan Lawrence           |
| 2010 | Beneath Hill 60                      | Marjorie Waddell                  | Al costat de Brendan Cowell, Alan Dukes, Steve Le Marquand, Gyton Grantley i Warwick Young      |
| 2010 | Glenn Owen Dodds                     | Julie                             | Curtmetratge - Al costat de David Wenham, Abe Forsythe i Anna Waters-Massey                     |
| 2011 | Meth to Madness                      | Jules                             | Curtmetratge - Al costat de Jeremy Bliss, Rueben Campbell i Penelope Mitchell                   |
| 2011 | In Time                              | Michele Weis                      | Al costat de Cillian Murphy, Justin Timberlake, Amanda Seyfried, Johnny Galecki i Olivia Wilde  |
| 2012 | Not Fade Away                        | Grace Dietz                       | Al costat de John Magaro, Jack Huston, Will Brill, Dominique McElligott i Gregory Perri         |
| 2012 | Dark Shadows                         | Victòria Winters / Josette Dupres | Al costat de Johnny Depp, Michelle Pfeiffer, Helena Bonham Carter, Eva Green i Jonny Lee Miller |
| 2012 | Killing Them Softly                  | -                                 | Al costat de Ben Mendelsohn                                                                     |
| 2014 | The Curse of Downers Grove           | Chrissie Swanson                  | Al costat de Kevin Zegers, Lucas Till i Helen Slater                                            |
| 2014 | The Rewrite                          | Karen                             | Al costat de Marisa Tomei i Hugh Grant                                                          |
| 2016 | Orgull i prejudici i zombis          | Jane Bennet                       | Al costat de Lily James i Sam Riley                                                             |
| 2016 | The Neon Demon                       | Gigi                              | Al costat d'Elle Fanning, Keanu Reeves i Christina Hendricks                                    |
| 2017 | Professor Marston &amp; Wonder Women | Olive                             | Al costat de Luke Evans i Rebecca Hall                                                          |
| 2017 | Cinquanta ombres més fosques         | Leila Williams                    | Al costat de Jamie Dornan i Dakota Johnson                                                      |
| 2020 | Relic                                | Sam                               | Al costat d'Emily Mortimer, Robyn Nevin                                                         |

## Premis i nominacions
| Any  | Categoria         | Premi                                          | Treball       | Resultat   |
| ---- | ----------------- | ---------------------------------------------- | ------------- | ---------- |
| 2012 | Intèrpret exitosa | Premi del Hamptons International Film Festival | Not Fade Away | Guanyadora |
| 2012 | Focus d'atenció   | Premi del Hollywood Film Festival              | Not Fade Away | Guanyadora |